# Telemedia (Canada)
Pour les articles homonymes, voir Telemedia.
Telemedia était une entreprise de médias canadienne qui possédait plusieurs stations de télévision et de radio, ainsi que plusieurs magazines. Elle fut lancée en 1968 par Philippe de Gaspé Beaubien. Dans les années 1980 elle était reconnue comme un des plus gros éditeurs de magazines au Canada, ainsi que comme propriétaire du plus important réseau de radio privée  (en). Elle était active autant dans les médias francophones qu'anglophones.
Dans le secteur des périodiques, elle possédait notamment Canadian Living, Harrowsmith, TV Hebdo, TV Guide, Coup de Pouce, Elle Canada  et Elle Québec (éditions de Elle). Ses périodiques furent achetés par Médias Transcontinental en 2000. 
Les stations de radio et de télévision de Télémédia furent achetées par Standard Broadcasting en 2002. Certaines stations ont ensuite été vendues à Rogers Communications et Newcap Broadcasting. Au Québec, ses stations de radio (dont CKAC) ont été achetées en 1994 par Astral Media.

## Stations de télévision achetées par Standard
- Dawson Creek - CJDC, CJDC-TV
- Edmonton - CFMG
- Fort Nelson - CKRX
- Fort St. John - CKNL, CHRX
- Golden - CKGR
- Hamilton - CHAM, CKLH, CKOC
- Kelowna - CKBL, CHSU
- Kitimat - CKTK
- London - CKSL, CJBK, CJBX, CIQM
- Nelson - CKKC
- Osoyoos - CJOR
- Pembroke - CHVR
- Penticton - CJMG, CKOR
- Prince Rupert - CHTK
- Princeton - CIOR
- Revelstoke - CKCR
- St. Catharines - CHRE, CHTZ, CKTB
- Salmon Arm - CKXR
- Summerland - CHOR
- Terrace - CFTK, CFTK-TV, CJFW
- Toronto - CJEZ
- Trail - CJAT
- Vernon - CICF

## Stations de Télémédia achetées par Rogers
- Grand Sudbury - CIGM, CJMX, CJRQ
- North Bay - CHUR, CKAT, CKFX
- Orillia - CICX
- Sault Ste. Marie - CHAS, CJQM
- Timmins - CJQQ, CKGB
- Toronto - CJCL

## Station majoritairement achetées par Newscap
- Athabasca - CKBA
- Blairmore - CJPR
- Brooks - CIBQ
- Calgary - CIQX 1
- Drumheller - CKDQ
- Edson - CJYR
- Grand Centre - CJCM
- High Prairie - CKVH
- Hinton (Alberta) - CIYR
- St. Paul - CHLW
- Slave Lake - CKWA
- Stettler - CKSQ
- Wainwright - CKKY
- Westlock - CFOK
- Wetaskiwin - CKJR